# Bighorn No 8
Le district municipal de Bighorn No 8 (anglais : Bighorn No. 8) est un district municipal de 1341 habitants, situé dans la province d'Alberta, au Canada.

## Démographie
| 2001  | 2006  | 2011  | 2016  |
| ----- | ----- | ----- | ----- |
| 1 298 | 1 264 | 1 341 | 1 334 |

## Communautés et localités
Villages d'été
- Ghost Lake
- Waiparous

Hameaux
- Benchlands
- Dead Man's Flats ou Pigeon Mountain (localité désignée)
- Exshaw
- Harvie Heights
- Lac des Arcs

Localités
- Gap
- Improvement District No. 8
- Jumping Pound (Forest Res)
- Kananaskis
- Spray Lakes